# Nostalgia Critic
The Nostalgia Critic – amerykański program internetowy z Dougiem Walkerem w roli nerwowego krytyka. Autor w humorystyczny sposób recenzuje „nostalgiczne” filmy. Oprócz tego tworzy listy Top 11 oraz serię Old vs. New. Początkowo seria ukazywała się na YouTube, lecz później została przeniesiona na niezależną stronę That Guy With The Glasses. Strona należy do firmy Channel Awesome. 14 września 2012 roku Doug Walker zdecydował o zakończeniu serii Nostalgia Critic filmem z okazji 4. rocznicy strony internetowej Channel Awesome pt. By zwiewać śmiało. 22 stycznia 2013 roku Doug Walker reaktywował Nostalgia Critica.

## Formuła
Na początku program nie miał stałej formuły. Z czasem utrwaliły się często powtarzane schematy.

### Standardowe recenzje
Doug Walker pierwotnie recenzował nostalgiczne filmy (rzadko seriale) z perspektywy osób w jego wieku (urodził się 17 listopada 1981 r.), które ukazały się nie później niż w 2000 r., a także starsze produkcje, które za jego dzieciństwa oglądały dzieci w USA. Bardzo rzadko odstępował od tej reguły. Na prośbę widzów uległ m.in. w kwestii wyprodukowanego w 2007 r. filmu Wojownicze Żółwie Ninja z powodu powiązania z serialem z lat 80. pod tym samym tytułem. Zrencenzował również kultowy film The Room z 2003 r. W 2013 r. po wznowieniu serii po kilkumiesięcznej przerwie autor zmienił nieco formułę programu rezygnując z przedziału czasowego recenzowanych produkcji. Recenzowane są głównie filmy uważane za złe, choć nie tylko.
Większość rozpoczyna się następująco: Hello, I'm the Nostalgia Critic. I remember it so you don't have to, co można przetłumaczyć: Witam, jestem Nostalgia Critic. Ja to pamiętam, abyście wy nie musieli. Jeśli prowadzący szczególnie negatywnie odebrał dany film, odcinek rozpoczyna indywidualnie dobranym skeczem lub innym komentarzem podkreślającym jak bardzo zła jest to jego zdaniem produkcja. Tak było m.in. w odcinkach poświęconym Garbage Pail Kids lub Legenda Titanica. Następnie krótko przedstawia kulisy powstania dzieła lub podsumowanie działalności twórców. Prezentuje widzom fragmenty filmu komentując je, wyśmiewając niedociągnięcia, nieraz z wielkim gniewem żądając odpowiedzi na nurtujące pytania, które nasuwa film, a widz ich nie otrzymuje. Bywa, że przebiera się dla krótkich skeczy lub dodaje proste efekty specjalne, w których czasem występują członkowie ekipy zwykle pracujący za kamerą. Osobnym przypadkiem jest odcinek poświęcony filmowi Kacper: zakończył się kilkuminutowym bieganiem po hotelu za złośliwym duchem w przebraniu naśladującym Pogromców duchów. W tym odcinku wzięły udział dziesiątki gości. Większość odcinków kończy jednak spokojnym podsumowaniem, w którym Nostalgia Critic stara się znaleźć dobre strony produkcji. Przykład: Choć uznał film Junior za ekstremalnie nudny, stwierdził, że nie można złego słowa powiedzieć o aktorach, którzy włożyli w niego wiele serca. Choć nie zostawił suchej nitki na Kosmita z przedmieścia, długo zachwalał grę Christophera Lloyda. 
Czas trwania poszczególnych odcinków jest różny. Początkowo odcinki trwały od kilku do kilkunastu minut. Późniejsze trwają zwykle 15-30 minut, choć zdarzają się dłuższe. Najdłuższy zrealizowany odcinek, Animaniacs Tribute, trwa 61 minut.

### Top 11
Są to recenzje specyficznych rodzajów nostalgicznych motywów, rodzajów postaci, piosenek albo czołówek z wielu produkcji uszeregowane w ranking. Choć przyjęte jest, by takie listy obejmowały okrągłą liczbę pozycji, Nostalgia Critic daje ich 11, ponieważ zawsze lubi  pójść o jeden krok dalej. W przeciwieństwie do zwykłych recenzji, możliwe są także wielkie pochwały. Przykładowe tytuły: Top 11 niegrzecznych scen w Animaniakach (najwięcej wyświetleń), Top 11 najsmutniejszych momentów z dzieciństwa, Top 11 animowanych łotrów Disneya, Top 11 najbardziej chwytliwych piosenek z czołówek itp. Ponadto Doug Walker opublikował trzy filmy pod nazwą Top 11 Nostalgia Critic F*ck-ups, w których prostowane były jego błędy popełnione w innych odcinkach. Wskazane przez widzów.

### Stare vs. nowe
To analiza dwóch seriali lub filmów – pierwowzoru i remake'u, bądź ekranizacji tego samego dzieła. Porównanie tych, których po raz pierwszy zaznał za swojego dzieciństwa z ich późniejszymi odpowiednikami, nie zawsze sprzed roku 2000. W przeciwieństwie do zwykłych recenzji, tutaj Nostalgia Critic cały czas zachowuje stoicki spokój. Przykłady: Porównując Batmana z 1989 r. z Mrocznym rycerzem (2008) uznał, że główna postać lepiej wypadła w pierwszej produkcji; Joker większe wrażenie zrobił w późniejszej. Scenariusz uznał za ciekawszy w filmie z 1989 r.; sceny akcji lepsze w 2008 r. W innych odcinkach porównywał: animowaną ekranizację Władcy Pierścieni (1978) z trylogią filmową, Dziesięcioro przykazań (1956) z Księciem Egiptu (1998) etc.

### Nostalgia Critic Editorial
Seria zapoczątkowana w 2013 roku. Są to felietony na różne tematy związane ze sztuką filmową. Publikowane są obecnie co dwa tygodnie na przemian ze standardowymi recenzjami.

### Nostalgia Chick
Nostalgia Chick naprawdę nazywa się Lindsay Ellis. Wygrała ona ogłoszony przez Douga Walkera konkurs na żeńską wersję Nostalgia Critica. Recenzuje ona produkcje, których Doug Walker nie oglądał w dzieciństwie i niespecjalnie ma ochotę teraz, ponieważ uważa je za typowo dziewczęce. Przykładowo: Pocahontas, Anastazja, Labirynt, Herkules itp. W jej stylu jest mniej poczucia humoru, a więcej cynizmu. Poprowadziła niewielki odsetek odcinków z serii Top 11.

## Historia
Seria została zapoczątkowana na YouTube w lipcu 2007 roku, ale niektóre odcinki zostały usunięte w związku ze skargami o naruszenie praw autorskich. W kwietniu 2008 roku, wszystkie filmy zostały usunięte z YouTube, ale porozumienie między tworzącą się firmą Channel Awesome, a stroną Blip.tv w 2009 roku umożliwiło przywrócenie filmów na YouTube. Obecnie seria jest oficjalnie emitowana na stronie TGWTG, wchodzącą w skład firmy Channel Awesome. Strona gromadzi serie także innych komików-recenzentów. Strona posiada oficjalny kanał YouTube pod nazwą Channel Awesome, gdzie co 2 tygodnie publikowane są odcinki NC, oraz inne serie twórców tej firmy.

## Problemy z prawem autorskim
Odcinek 121, recenzja filmu The Room (13 lipca 2010), został usunięty ze strony na żądanie dystrybutora filmowego Wiseau-Films, z powodu oskarżenia o naruszenie praw autorskich (wykorzystanie materiału filmowego bez zgody autora). W odpowiedzi Doug Walker zamieścił na stronie skecz, w którym wyśmiewa główną gwiazdę filmu, Tommy’ego Wiseau oraz właściciela strony theroommovie.com, zaznaczając że według amerykańskiego prawa, na potrzeby recenzji dozwolone jest wykorzystywanie materiałów objętych prawami autorskimi. Ostatecznie, przy porozumieniu pozasądowym, odcinek wrócił na stronę 12 grudnia 2010.

## Odbiór

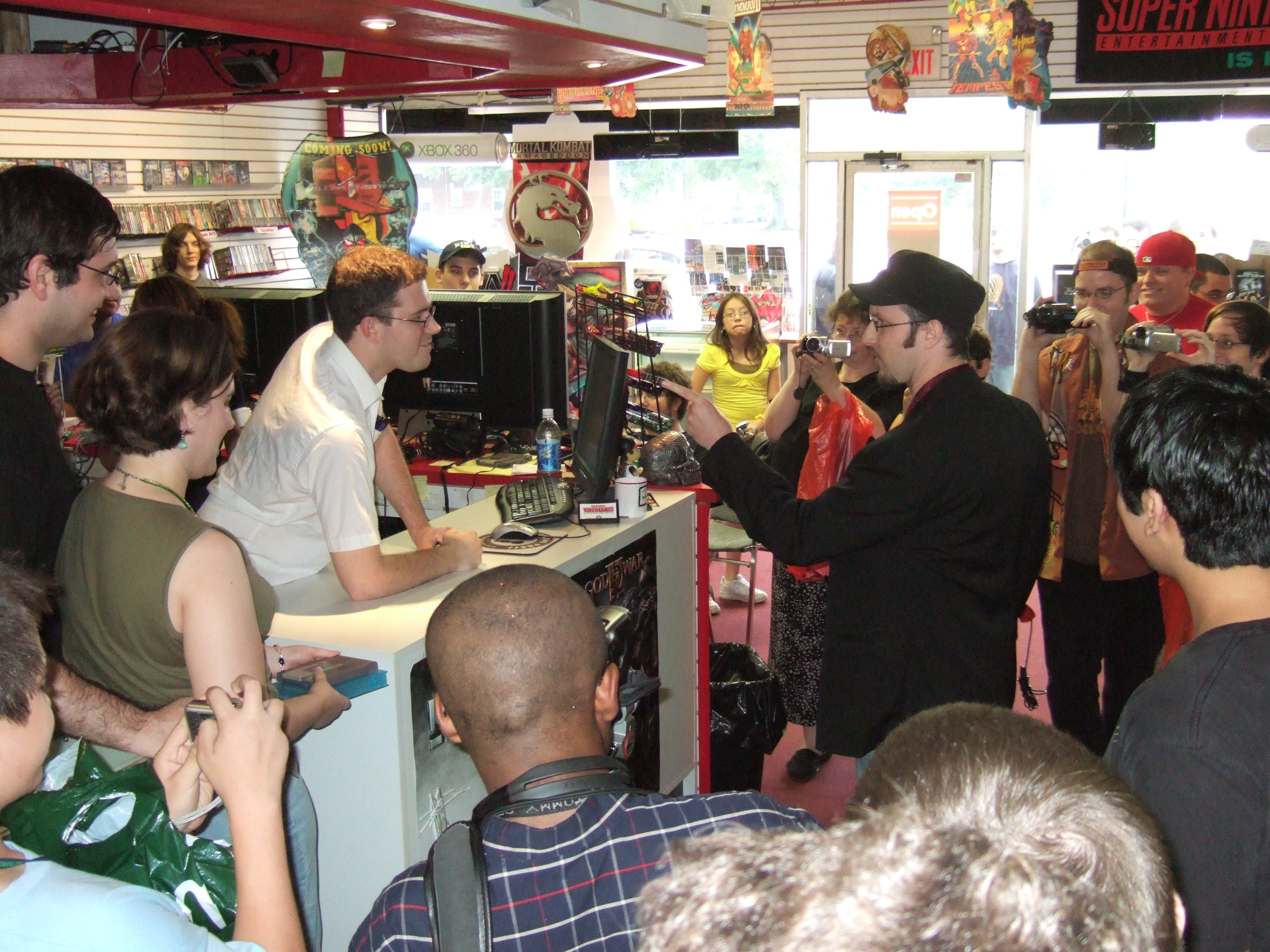
Doug Walker w stroju Nostalgia Critica (po prawej) podczas spotkania z Jamesem Rolfe, autorem programu The Angry Video Game Nerd.

Co tydzień program ogląda od 100–200 tys. osób na całym świecie. W trzecim kwartale 2009 roku, program zarobił 54 tys. dolarów amerykańskich, co zmotywowało Douga Walkera do porzucenia pracy ilustratora.
Seria jest nieoficjalnie tłumaczona na wiele języków. Na YouTube można znaleźć między innymi wersje z francuskimi, hiszpańskimi, portugalskimi oraz polskimi napisami, a także wersja z rosyjskim dubbingiem. Jednak z we wszystkich wymienionych, tylko Polska posiada własną nieoficjalną stronę internetową, poświęconą recenzentom Channel Awesome.
Po zamieszczeniu odcinka, będącego hołdem dla dwóch popularnych amerykańskich krytyków telewizyjnych - Gene Siskela i Rogera Eberta (10 listopada 2009), Roger Ebert, na swoim Twitterze, określił ten odcinek jako The best, funniest video about Siskel & Ebert I've ever seen. (najlepsze, najzabawniejsze video o Siskelu i Ebercie, jakie kiedykolwiek widziałem).
Doug Walker poprosił twórcę plakatów filmowych Drew Struzana o udzieleniu wywiadu na potrzeby strony. Drew Struzan odmówił, a kilka dni później wspomniał o tym w radiu, mówiąc:
I was writing a guy that wants to do an interview for his website, and I just told him "You know the old saying... Better to keep your mouth shut and be thought a fool than to open your mouth and remove all doubt."
Jednak po wyemitowaniu odcinka, będącego hołdem dla Drew Struzana, ten ponownie do niego napisał, gratulując mu odcinka i zaznaczając, że ze wszystkich ludzi, którzy robili o nim film dokumentalny, Nostalgia Critic był najbliższy prawdy. Doug Walker wspomniał o tym w odcinku "Top 11 Nostalgia Critic F*ck ups"
W odcinku Animaniacs Tribute Doug Walker przeprowadził wywiad ze scenarzystami serialu Animaniacy: Sherri Stoner, Paulem Ruggiem, Johnem P. McCannem, Tomem Rueggerem oraz jego synem Nathanem Rueggerem, który jako dziecko użyczał głosu postaciom.
Mara Wilson wystąpiła jako dziecko w czterech filmach, które Doug Walker omawiał: Cud w Nowym Jorku (w odcinku Top 12 Greatest Christmas Specials), Matylda (w odcinku Doug's Top 10 Movies He Hates But Everyone Else Loves), Thomas i magiczna kolejka oraz Proste życzenie. W przypadku wszystkich czterech filmów, Doug Walker krytykował Marę Wilson za jej złą grę aktorską. Mimo to zgodziła się wystąpić gościnnie w Nostalgia Criticu w odcinku Simple Wish, gdzie negatywnie zrecenzowała amatorski film, który Walker nakręcił, gdy był nastolatkiem.